# Troels Kløvedal
Troels Kløvedal, ursprungligen Troels Beha Erichsen, född 2 april 1943 i Köpenhamn, död 23 december 2018 i Gravlev i Rebilds kommun, var en dansk författare, långfärdsseglare och föredragshållare. Han hade sin fasta punkt i Ebeltoft, och blev känd för sina jordenrunt-resor med båten Nordkaperen.

## Biografi
Kløvedal växte upp i Köpenhamn hos sina föräldrar, som var veterinär respektive förskollärare, och hade fyra syskon. När han var sju år gammal genomgick föräldrarna en stormig skilsmässa och barnen fick bo på barnhem och i fosterfamilj. Under en kortare period blev Kløvedal kidnappad av sin morfinberoende far. Efter några år kunde barnen flytta tillbaka till modern, som dock avled i cancer när Kløvedal var 12 år gammal. Den omtumlande barndomstiden är beskriven i den självbiografiska boken Den tynde hud: erinringer om en barndom og opvækst.
Han utbildade sig till skeppselektriker och arbetade som lärling på Helsingør Skibsværft. Han utbildade sig även till fotograf och arbetade flera år som scenarbetare på teatrar i Köpenhamn. Tillsammans med en grupp vänner köpte han Nordkaperen 1967 för 40 000 danska kronor och har därefter gjort åtskilliga seglatser, bland annat jorden runt tre gånger.
Kløvedal flyttade i slutet av 1960-talet in i Svanemøllekollektivet, som 1970 bytte namn till Maos Lyst(da). Han bytte där ut sitt efternamn Beha Erichsen till Kløvedal liksom övriga medlemmar av kollektivet, uppkallat efter alverna i Tolkiens Ringarnas Herre.
1974 gav han sig ut på sin första jordenrunt-segling med Nordkaperen. Han kom att resa jorden runt tre gånger och göra båtturer i Egeiska havet, Atlanten, Stilla Havet, Polynesien, Sydkinesiska havet och i den indonesiska övärlden.
Under 1970-talet började Kløvedal publicera sina reseupplevelser med bild och text, vilket senare blev till resereportage och böcker. 1978 gav han ut sin första bok "Kärleken, källvattnet --- och den blå oceanen" som utkom i nio upplagor och översatts bland annat till svenska. Kløvedal har därefter gett ut 17 böcker, många filmer och tusentals föredrag.
2015 uppfylldes en gammal dröm för Kløvedal då han seglade med Nordkaperen till Grekland och där följde i spåren av Odysseus resor. Resan blev ett TV-program, Nordkaperen i Grækenland.
Kløvedal avled 2018 i ALS.